# ATPazy
ATPazy, adenozynotrifosfatazy, fosfohydrolazy ATP – enzymy, wyróżniane ze względu na funkcję, katalizujące hydrolizę adenozyno-5′-trifosforanu i wykorzystujący energię z tej hydrolizy. Przykładem jest pompa sodowo-potasowa lub ATPazy protonowe.
ATPazy dzielą się na trzy grupy: typu P, typu V i typu F.